# Безнос, Виктор Иванович
Ви́ктор Ива́нович Безнос (1937—2012) — советский хозяйственный руководитель, директор Мариупольского металлургического завода имени Ильича в 1980—1982 годах.

## Биография
Родился 12 декабря 1937 года в городе Мариуполь. В 1955—1960 годах учился в Ждановском металлургическом институте. В 1960—1962 годах Виктор Иванович работал в ЛПЦ-1700 инженером по оборудованию завода имени Ильича, затем сменным диспетчером, до 1967 года — на слябинге сменным мастером адъюстажа, начальником ПДБ, помощником начальника цеха. В 1967—1973 годах В. И. Безнос работал заместителем начальника ПРО комбината. Затем в течение 4 лет — в производственном управлении Минчермета УССР.
Возвратившись в 1977 году на завод, Виктор Иванович до 1980 года возглавлял ПРО завода, а в 1980—1982 годах работал директором завода. С 1982 года В. И. Безнос был заместителем главного инженера по специальному производству и экспорту, с 1984 года — заместителем директора по экономическим вопросам, с 1987 года и до выхода на пенсию в 1994 году — главным экономистом.